# Osifikace

Osifikace, též kostnatění či osteogeneze, je přeměna chrupavky či vaziva na kost. Probíhá při vývoji kostí i při hojení zlomeniny. Většina lidských kostí se vyvíjí a následně osifikuje na podkladě chrupavky (tzv. enchondrálně), menší část (např. klíční kost a část lebky) na podkladě vaziva (intramembranózně).
U dlouhých kostí vzniká osifikační jádro, jak na povrchu, tak uvnitř, uprostřed, a odtud se šíří k oběma koncům. Dříve než jich dosáhne, objeví se osifikační jádra v obou koncích a jdou středovému naproti. Zůstává však zachován proužek chrupavky, tzv. růstová chrupavka, která umožňuje růst kostí do délky a u lidí mizí kolem 18 let.

## Průběh

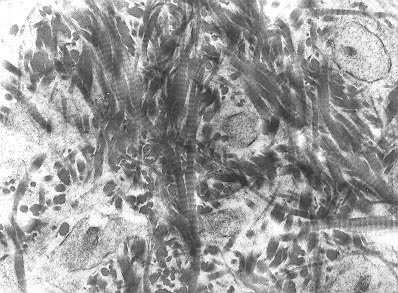
Na počátku svého vývoje má kost neuspořádanou stavbu. Na obrázku vláknitá kost

### Vznik lamelární kosti
V průběhu zárodečného vývoje obratlovců nejprve vzniká nezralá vláknitá kost bez stop lamelární struktury; v podstatě se jedná o množství kostních buněk obklopených neuspořádanými vlákny kolagenu. Až postupně vzniká kost, která má uspořádanou stavbu – tzv. lamelární kost. Tato lamelární kost následně vstupuje do vlastního procesu kostnatění (osifikace): existují však dva odlišné mechanismy, jimiž může kostnatění tkáně probíhat. Těmito mechanismy je:
- chondrogenní (enchondrální) – kost vzniká z chrupavky
- desmogenní (též intramembranózní) – kost vzniká přímo z vaziva

### Vlastní osifikace

#### Kostnatěním chrupavky

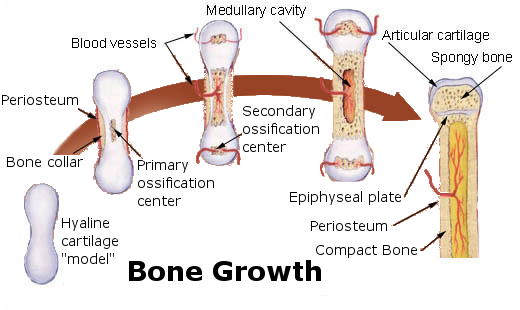
Schéma enchondrální osifikace

Při tzv. enchondrální osifikaci, která je typická pro většinu lidských kostí, nejprve dochází ke vzniku (hyalinního) chrupavčitého modelu budoucí kosti z původní mezenchymální tkáně v lamelární kosti. V dalším kroku vzniká uprostřed tohoto chrupavčitého modelu (v oblasti známé jako diafýza) zárodek kostní tkáně – první kostní buňky (osteoblasty) vznikají z vnitřních buněk perichondriálního obalu chrupavky. Do chrupavky se dostávají vápenaté soli a celá chrupavka je následně naprosto zacementována do té míry, že jsou buňky chrupavky odříznuty od kyslíku a živin a umírají. Teprve poté si do tohoto „cementu“ razí cestu krevní vlásečnice, rozrušujíc mrtvou chrupavčitou tkáň. Tím vzniká pórovitá struktura, posléze známá jako kostní dřeň. V jádru kosti se ustanoví tzv. primární osifikační jádro; z něj se kostní osteoblasty (ale i osteoklasty s neméně důležitou rolí) šíří do všech částí budoucí kosti. Postupně se dostávají až do oblasti růstových plotének, tedy oblastí, kde neustále vzniká nová chrupavka, odstupuje do stran, mineralizuje a po osídlení kostními buňkami se mění v regulérní kost. Tím kost roste do délky. Zároveň se kostní buňky ukládají i pod okosticí, což umožňuje růst kosti do šířky.
U savců, některých ještěrů a ptáků vznikají ještě další (sekundární) osifikační jádra (centra, z nichž se šíří kostní buňky) v okrajových oblastech kosti – v tzv. epifýzách. Například u člověka však tato jádra vznikají až velmi pozdě, během druhého až třetího roku života člověka. Když jedinec dospěje, růstové destičky zanikají a kosti v tu chvíli prakticky přestanou růst. To se netýká např. ryb, obojživelníků a plazů, jejichž kosti mohou růst v podstatě po celý život.

#### Kostnatěním vaziva

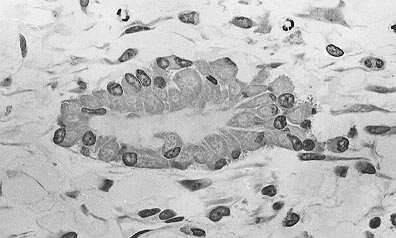
Jádro kostních buněk uvnitř vaziva, příklad začínající intramembranózní osifikace

U člověka je tato tzv. intramembranózní osifikace vzácnější, ale i tak poměrně významná. Princip je prostý: nevzniká žádná přechodná chrupavčitá tkáň – veškerá kostní tkáň se totiž tvoří přímo z mezenchymálních buněk v původní zárodečné lamelární kosti. Mezenchym se nejprve uspořádává do jistých vrstev (membrán) a z toho byl také odvozen název tohoto typu kostnatění. Mezenchymální buňky se shlukují a objevuje se mezi nimi gelovitá mezibuněčná hmota. Jak se objevují první osteoblasty a krevní zásobení, gelovitá hmota je nahrazována kompaktnějšími tyčinkami kostní hmoty a mineralizuje se. Kostní buňky na povrchu vznikající kosti se dělí a produkují další kostní hmotu – takovým způsobem kost přirůstá.
Intramembranózní osifikace se týká především tzv. dermálních kostí, tedy kostí vznikajících v mezenchymální tkáni kožní škáry (dermis). To je případ např. mnoha kostí lebky (včetně např. moderní kosti dolní čelisti), ale i kostí pletence horní končetiny. Jistou specialitou jsou sezamoidní kosti vznikající osifikací ve šlachách – konkrétně zejména čéška a hrášková kost. Další zajímavostí je perichondrální a periostální růst kostí, který umožňuje růst kostí do šířky apozičním růstem.